# Стюарт, Джон, 1-й маркиз Бьют
Джон Стюарт, 1-й маркиз Бьют (англ. John Stuart, 1st Marquess of Bute; 30 июня 1744 — 16 ноября 1814) — британский аристократ, владелец угольного бассейна, дипломат и политик. Он был известен как лорд Маунт-Стюарт  с 1744 по 1792 год и граф Бьют  с 1792 по 1794 год. Он заседал в Палате общин Великобритании с 1766 по 1776 год.

## Ранняя жизнь

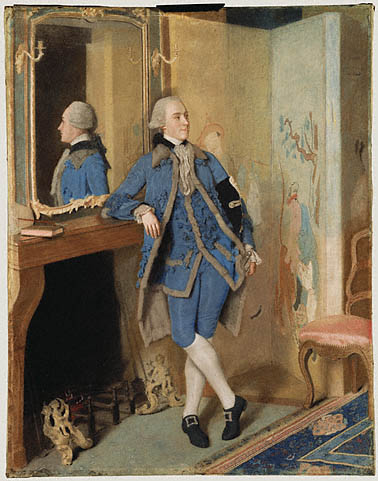
Портрет 19-летнего лорда Маунт-Стюарта, Жан-Этьен Лиотар, 1763 год

Джон Стюарт родился 30 июня 1744 года в Маунт-Стюарт-хаусе на острове Бьют, в семье премьер-министра Джона Стюарта, 3-го графа Бьюта (1713—1792), и его жены Мэри Уортли Монтегю (1718—1794). Он получил образование в школе Харроу и Винчестерском колледже. Он поступил в Оксфордский университет, где проходил частное обучение у Джеймса Блейдена. Степень доктора философии, присужденная ему университетом в 1793 году, была почетной.
Около 1757 года Джон Стюарт начал обучаться у философа Адама Фергюсона.

## Политическая карьера
Лорд Маунт-Стюарт был избран в Палату общин в качестве члена парламента от тори для Боссини на дополнительных выборах в 1766 году. Он был избран на парламентских выборах 1768 и 1774 годов. 2 ноября 1775 года он объявил в Палате общин о своем намерении внести законопроект о создании милиции в Шотландии, и в течение следующих нескольких месяцев Джеймс Босуэлл помогал добиваться поддержки законопроекта в Шотландии. В марте 1776 года законопроект обсуждался, но в конечном итоге не был принят . Он покинул Палату общин в 1776 году, когда был возведен в звание пэра Великобритании по собственному праву — барона Кардиффа из Кардиффского замка в графстве Гламорган. Хотя этот титул также использовался, он продолжал быть известным под своим титулом учтивости — лорд Маунт-Стюарт . Он занимал более высокое положение в порядке старшинства как наследник графства, чем как барон Кардифф. Он служил лордом-лейтенантом Гламоргана с 1772 по 1793 год и с 1794 года до своей смерти.
В 1779 году лорд Маунт-Стюарт был приведен к присяге Тайным советом и послан в качестве посланника Великобритании ко двору короля Сардинии. Он был послом в Испании в 1783 году. Он занимал должность аудитора по счетам с 1781 года до упразднения должности в 1785 году, после чего ему была выплачена компенсация в размере 7000 фунтов стерлингов. Он был первым лордом-лейтенантом Бьютшира с 1794 года до своей смерти.
Лорд Маунт Стюарт унаследовал графский титул своего отца 10 марта 1792 года. В 1796 году он был назначен 1-м виконтом Маунтджоем на острове Уайт, 1-м графом Виндзором и 1-м маркизом Бьютом. Титулы барона Маунтджоя и графа Виндзора ранее принадлежали его тестю, 2-му виконту Виндзору. Оба титула угасли после смерти лорда Виндзора в 1758 году. Лорд Бьют был принят в члены Королевского общества 12 декабря 1799 года.

## Семья

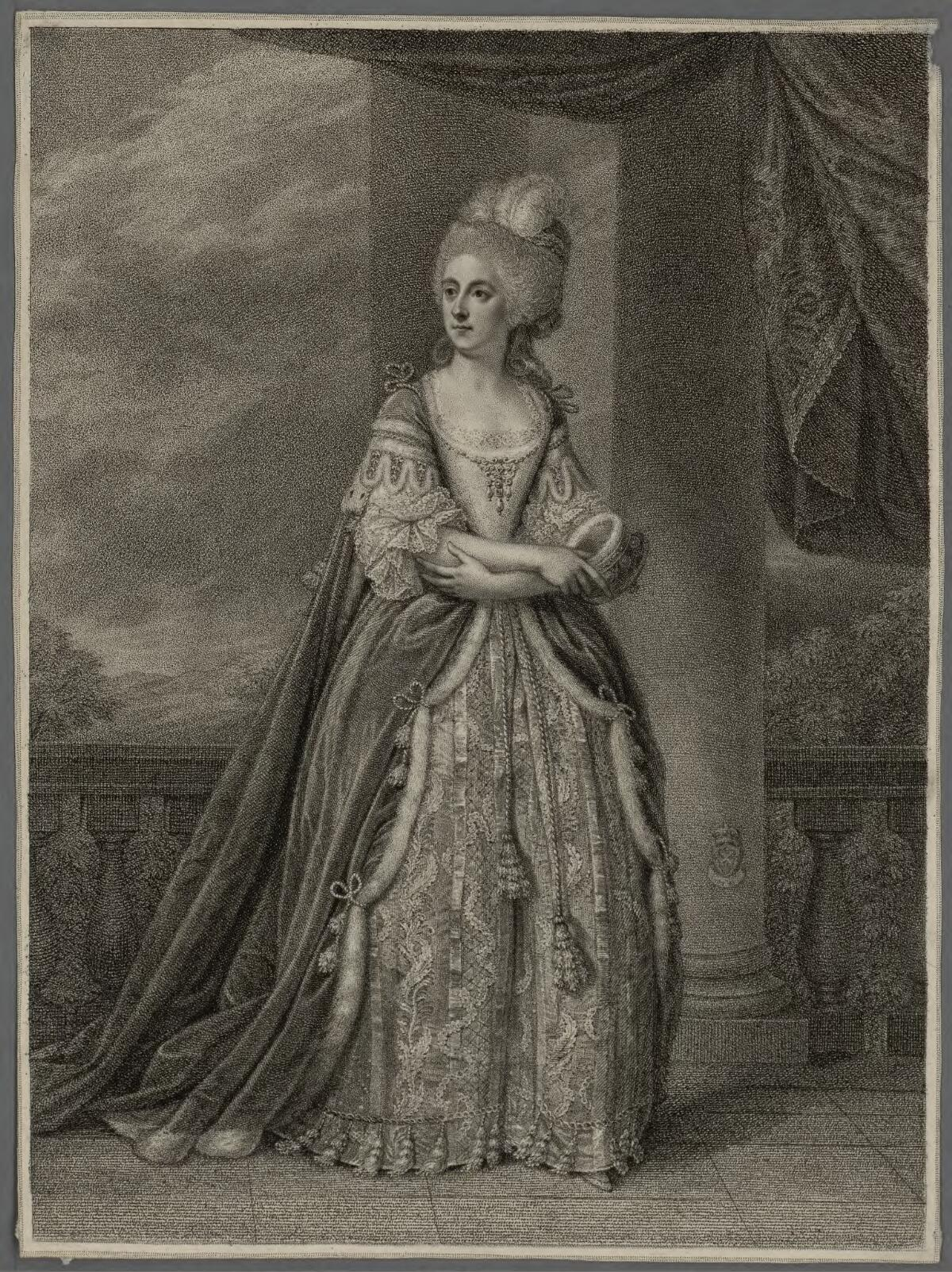
Шарлотта Джейн Стюарт, маркиза Бьют, 1790-е годы

Маркиз Бьют был дважды женат. 12 ноября 1766 года он женился первым браком на достопочтенной Шарлотте Джейн Хикман-Виндзор (7 мая 1746 — 28 января 1800), дочери Герберта Хикмана-Виндзора, 2-го виконта Виндзора (1707—1758), и Элис Клаверинг (? — 176). У них было семь сыновей и две дочери, в том числе:
- Джон Стюарт, лорд Маунт-Стюарт  (25 сентября 1767 — 22 января 1794), его старший сын Джон Крайтон-Стюарт, стал 2-м маркизом Бьютом в 1814 году
- Лорд Эвелин Стюарт  (7 мая 1773 — 16 августа 1842), полковник и член парламента
- Леди Шарлотта Стюарт  (ок. 1775 — 5 сентября 1847), с 1797 года замужем за сэром Уильямом Хоманом, 1-м баронетом (1771—1852)
- Лорд Генри Стюарт  (7 июня 1777 — 19 августа 1809), с 1802 года был женат на леди Гертруде Амелии Мейсон-Вильерс (1778—1809), отец Генри Вильерса-Стюарта, 1-го барона Стюарта де Дециса (1803—1874).
- Капитан лорд Уильям Стюарт  (18 ноября 1778 — 28 июля 1814), с 1806 года был женат на достопочтенной Джорджиане Мод (1781—1807), от брака с которой у него была дочь
- Контр-адмирал лорд Джордж Стюарт  (1 марта 1780 — 19 февраля 1841), с 1800 года женат на Джейн Стюарт (? — 1862), от которой у него было трое детей.

Шарлотта умерла 28 января 1800 года. Затем 17 сентября 1800 года он женился вторым браком на Фрэнсис Куттс (1773 — 12 ноября 1832), дочери английского банкира Томаса Куттса. У них было двое детей:
- Леди Фрэнсис Стюарт  (? — 29 марта 1859), муж с 1823 года Дадли Райдер, 2-й граф Харроуби (1798—1882)
- Лорд Дадли Куттс Стюарт  (11 января 1803 — 17 ноября 1854), член Палаты общин, женат с 1824 года на Кристине Шарлотте Александрине Египте Бонапарт (1798—1847), дочери Люсьена Бонапарта, от которой у него был один сын.

Его вторая жена пережила его и умерла 12 ноября 1832 года.
В 1799 году он (или его фонд для выплаты ближайших семейных пособий) был оценен как вторая по богатству небольшая семейная единица в Великобритании, владеющая 4,2 млн фунтов стерлингов (что эквивалентно 421 900 000 фунтов стерлингов в 2020 году), в частности, в отношении угольных и сельскохозяйственных земель.